# Film in 1996
Dit artikel gaat over de film in het jaar 1996.

## Succesvolste films
De tien films uit 1996 die het meest opbrachten.
| Rang | Titel                       | Distributeur                      | Opbrengst wereldwijd |
| ---- | --------------------------- | --------------------------------- | -------------------- |
| 1    | Independence Day            | 20th Century Fox                  | $ 817.400.891        |
| 2    | Twister                     | Warner Bros. / Universal Pictures | $ 494.471.524        |
| 3    | Mission: Impossible         | Paramount Pictures                | $ 457.696.359        |
| 4    | The Rock                    | Hollywood Pictures                | $ 335.062.359        |
| 5    | The Hunchback of Notre Dame | Walt Disney Pictures              | $ 325.338.851        |
| 6    | 101 Dalmatiërs              | Walt Disney Pictures              | $ 320.689.294        |
| 7    | Ransom                      | Touchstone Pictures               | $ 309.492.681        |
| 8    | The Nutty Professor         | Universal Pictures                | $ 273.961.019        |
| 9    | Jerry Maguire               | TriStar Pictures                  | $ 273.552.592        |
| 10   | Eraser                      | Warner Bros.                      | $ 242.295.562        |

## Prijzen
Academy Awards
- Beste film – The English Patient
- Beste regisseur – Anthony Minghella (The English Patient)
- Beste acteur – Geoffrey Rush (Shine)
- Beste actrice – Frances McDormand (Fargo)
- Beste bewerkte scenario – Billy Bob Thornton (Sling Blade)
- Beste originele scenario – Joel en Ethan Coen (Fargo)
- Beste niet-Engelstalige film – Kolya

Golden Globe
- Beste film, drama – The English Patient
- Beste film, musical of komedie - Evita

Gouden Leeuw
- Beste film – Michael Collins

Gouden Beer
- Beste film – Sense and Sensibility

Palme d'Or
- Beste film – Secrets & Lies

## Lijst van films
- 101 Dalmatians
- Alles moet weg
- Barb Wire
- Beavis and Butt-head Do America
- Bio-Dome
- The Birdcage
- Black Mask
- Black Sheep
- Blood and Wine
- Bound
- Breaking the Waves
- Broken Arrow
- The Cable Guy
- Cadillac Ranch
- Camping Cosmos
- Chain Reaction
- Close Your Eyes and Hold Me
- Conte d'été
- Così
- Courage Under Fire
- The Craft
- Crossworlds
- The Crucible
- Daylight
- The Dentist
- Dragonheart
- The English Patient
- Emma
- Eraser
- Escape from L.A.
- Evita
- Everyone Says I Love You
- Executive Decision
- The Fan
- Fargo
- Fear
- First Kid
- The First Wives Club
- Fled
- Flipper
- Fly Away Home
- For the Future: The Irvine Fertility Scandal
- Foxfire
- Freeway
- From Dusk Till Dawn
- Generation X
- The Ghost and the Darkness
- The Glimmer Man
- Happy Gilmore
- Harvest of Fire
- Her Desperate Choice
- Hoe ik mijn moeder vermoordde
- Hoerenpreek
- Hufters & hofdames
- The Hunchback of Notre Dame
- In Love and War
- Independence Day
- Jack
- James and the Giant Peach
- Jane Eyre
- Jerry Maguire
- Jingle All the Way
- De jurk
- The Juror
- Kingpin
- Kolya
- Last Dance
- Last Man Standing
- Lone Star
- The Long Kiss Goodnight
- Mariette in Ecstasy
- Mars Attacks!
- Marvin's Room
- Mary Reilly
- Matilda
- Michael Collins
- Mijn Franse tante Gazeuse
- Mission: Impossible
- Moment of Truth: Stand Against Fear
- Multiplicity
- Muppet Treasure Island
- The Munsters' Scary Little Christmas
- Naar de klote!
- The Nutty Professor
- O Amor Natural
- One Fine Day
- The People vs. Larry Flynt
- The Phantom
- Phenomenon
- Poison Ivy 2: Lily
- The Portrait of a Lady
- The Preacher's Wife
- Precious Find
- Primal Fear
- La Promesse
- Quand les étoiles rencontrent la mer
- Ransom
- Ridicule
- The Rock
- Romeo + Juliet
- Scream
- Secrets & Lies
- She Cried No (aka Freshman Fall)
- Shine
- Silent Trigger
- Sleepers
- Sling Blade
- Sometimes They Come Back... Again
- Space Jam
- Spy Hard
- Star Trek: First Contact
- Stealing Beauty
- Striptease
- The Sunchaser
- Surviving Picasso
- Tesis
- That Thing You Do!
- A Time to Kill
- Tin Cup
- À toute vitesse
- Trainspotting
- Tremors 2: Aftershocks
- The Truth About Cats & Dogs
- Turnpike
- Twister
- Two If by Sea
- Tykho Moon
- Up Close & Personal
- When We Were Kings
- White Squall
- De wind in de wilgen
- Wish Upon a Star
- De zeemeerman

1870-1879 · 1880-1889 · 1890 · 1891 · 1892 · 1893 · 1894 · 1895 · 1896 · 1897 · 1898 · 1899 · 1900 · 1901 · 1902 · 1903 · 1904 · 1905 · 1906 · 1907 · 1908 · 1909 · 1910 · 1911 · 1912 · 1913 · 1914 · 1915 · 1916 · 1917 · 1918 · 1919 · 1920 · 1921 · 1922 · 1923 · 1924 · 1925 · 1926 · 1927 · 1928 · 1929 · 1930 · 1931 · 1932 · 1933 · 1934 · 1935 · 1936 · 1937 · 1938 · 1939 · 1940 · 1941 · 1942 · 1943 · 1944 · 1945 · 1946 · 1947 · 1948 · 1949 · 1950 · 1951 · 1952 · 1953 · 1954 · 1955 · 1956 · 1957 · 1958 · 1959 · 1960 · 1961 · 1962 · 1963 · 1964 · 1965 · 1966 · 1967 · 1968 · 1969 · 1970 · 1971 · 1972 · 1973 · 1974 · 1975 · 1976 · 1977 · 1978 · 1979 · 1980 · 1981 · 1982 · 1983 · 1984 · 1985 · 1986 · 1987 · 1988 · 1989 · 1990 · 1991 · 1992 · 1993 · 1994 · 1995 · 1996 · 1997 · 1998 · 1999 · 2000 · 2001 · 2002 · 2003 · 2004 · 2005 · 2006 · 2007 · 2008 · 2009 · 2010 · 2011 · 2012 · 2013 · 2014 · 2015 · 2016 · 2017 · 2018 · 2019 · 2020 · 2021 · 2022 · 2023 · 2024 · 2025